# Ričardas Rutkauskas
Ričardas Rutkauskas war ein litauischer Fußballspieler. 

## Karriere

### Verein
Ričardas Rutkauskas spielte in der Saison 1929/30 im Bezirk I Ostpreußen, die beiden Folgesaisons in deren Abteilungsliga II Nord, für die SpVgg Memel. Am Saisonende 1931/32 wurde sein Verein aus dem Verband ausgeschlossen. 

### Nationalmannschaft
Von 1929 bis 1933 absolvierte Rutkauskas zwölf Länderspiele für die Litauische Fußballnationalmannschaft. In der zweiten Austragung des  Wettbewerbs um den Baltic Cup bestritt er am 14. und 16. August jeweils in Riga die mit 1:3 und 2:5 verlorene Begegnung mit der Nationalmannschaft Lettlands und Estlands, wobei er im ersten Spiel sein Debüt als Nationalspieler gab. In der dritten Austragung in Kaunas kam er jeweils am 15. und 17. August 1930 beim 2:1-Sieg über die Nationalmannschaft Estlands und dem 3:3-Unentschieden gegen die Nationalmannschaft Lettlands zum Einsatz. In der fünften Austragung wurde er einzig am 28. August 1932 in Riga bei der 1:4-Niederlage gegen die Nationalmannschaft Lettlands eingesetzt. Am 29. Juni 1933 bestritt er das erste Qualifikationsspiel der Gruppe 1 für die Weltmeisterschaft 1934, das in Kaunas gegen die Nationalmannschaft Schwedens mit 0:2 verloren wurde.